# Монтемецо
Монтемецо (итал. Montemezzo) је насеље у Италији у округу Комо, региону Ломбардија.
Према процени из 2011. у насељу је живело 287 становника. Насеље се налази на надморској висини од 563 м.

## Становништво
Према резултатима пописа становништва 2011. у општини је живело 261 становника.
| 1931. | 1936. | 1951. | 1961. | 1971. | 1981. | 1991. | 2001. | 2011. |
| ----- | ----- | ----- | ----- | ----- | ----- | ----- | ----- | ----- |
| 359   | 354   | 362   | 338   | 317   | 302   | 324   | 287   | 261   |